# Tupac Shakur
Tupac Amaru Shakur (nascido Lesane Parish Crooks; Nova Iorque, 16 de junho de 1971 – Las Vegas, 13 de setembro de 1996), também conhecido pelos seus nomes artísticos 2Pac e Makaveli, foi um rapper, ator e compositor norte-americano. Ele é considerado um dos melhores e mais influentes rappers de todos os tempos. Os acadêmicos o consideram um dos artistas musicais mais influentes do século XX e um proeminente ativista político da população negra estadunidense. Além de sua carreira musical, Shakur também escreveu poesia e estrelou filmes. Ele está entre os artistas musicais com os maiores números de vendas de todos os tempos, tendo vendido mais de 75 milhões de discos mundialmente. Seu conteúdo lírico foi notado por abordar injustiça social, questões políticas e a marginalização de outros afro-americanos, mas ele também era sinônimo de gangsta rap e letras violentas.
Shakur nasceu na cidade de Nova Iorque, filho de pais que eram ativistas políticos e membros do Partido dos Panteras Negras. Criado pela sua mãe, Afeni Shakur, ele se mudou para Baltimore em 1984 e para a Baía de São Francisco em 1988. Com o lançamento de seu álbum de estreia 2Pacalypse Now (1991), ele se tornou uma figura central do hip-hop da Costa Oeste por seu rap consciente e letras políticas. Shakur conquistou ainda mais sucesso crítico e comercial com seus álbuns seguintes multiplatinados Strictly 4 My N.I.G.G.A.Z... (1993) e Me Against the World (1995). Seu quarto álbum de estúdio, All Eyez on Me (1996), o primeiro álbum duplo da história do hip-hop, viu o rapper abandonar suas letras introspectivas em favor do gangsta rap volátil e recebeu o certificado de diamante da Recording Industry Association fo America (RIAA). Em adição à carreira na música, Shakur estrelou os filmes Juice (1992), Poetic Justice (1993), Above the Rim (1994), Bullet (1996), Gridlock'd (1997) e Gang Related (1997). As canções mais notáveis de Shakur incluem "California Love", "Changes", "Dear Mama", "Hail Mary", "Keep Ya Head Up", "Hit 'Em Up", "Ambitionz az a Ridah", "All Eyez on Me", "Ghetto Gospel", "Do for Love", "So Many Tears", "To Live & Die in L.A.", "How Do U Want It", "2 of Amerikaz Most Wanted", "Brenda's Got a Baby" e "I Get Around". Ao lado de sua carreira como solista, Shakur foi parte do grupo Thug Life e colaborou com artistas como Snoop Dogg, Dr. Dre e Outlawz.
Durante a última parte de sua carreira, Shakur foi baleado cinco vezes no saguão de um estúdio de gravação de Nova Iorque e passou por problemas legais, incluindo encarceramento. Ele cumpriu oito meses de prisão por acusações de abuso sexual, mas foi solto enquanto aguardava uma apelação de sua condenação em 1995. Após sua soltura, ele assinou com a Death Row Records, de Marion "Suge" Knight, e tornou-se fortemente envolvido na crescente rivalidade do hip-hop entre a Costa Oeste e a Costa Leste. Em 7 de setembro de 1996, Shakur foi baleado quatro vezes por um indivíduo não identificado em um tiroteio em Paradise, Nevada; ele morreu seis dias depois. Após seu assassinato, The Notorious B.I.G. foi inicialmente considerado um suspeito devido à sua rixa pública; ele também foi assassinado em outro tiroteio seis meses depois, em março de 1997, enquanto visitava Los Angeles. Em 22 de setembro de 1996, uma cúpula de paz foi convocada na Mesquita Maryam por Louis Farrakhan em resposta ao seu assassinato.
O álbum de compilação póstumo duplo de Shakur, Greatest Hits (1998), é um de seus dois lançamentos—e um de apenas nove álbuns de hip-hop—a receber o certificado de diamante nos Estados Unidos. Mais cinco álbuns foram lançados desde a morte de Shakur, incluindo seu aclamado álbum póstumo The Don Killuminati: The 7 Day Theory (1996), sob seu nome artístico Makaveli, com todos recebendo certificados de multiplatina nos Estados Unidos.  Em 2002, Shakur foi introduzido no Hip-Hop Hall of Fame. Em 2017, ele foi incluído no Rock and Roll Hall of Fame em seu primeiro ano de elegibilidade. A revista Rolling Stone incluiu Shakur na lista dos 100 Melhores Artistas de Todos os Tempos. Em 2023, ele foi premiado postumamente com uma estrela na Calçada da Fama de Hollywood. Sua influência na música, no ativismo, na composição e em outras áreas da cultura tem sido objeto de estudos acadêmicos.

## Biografia

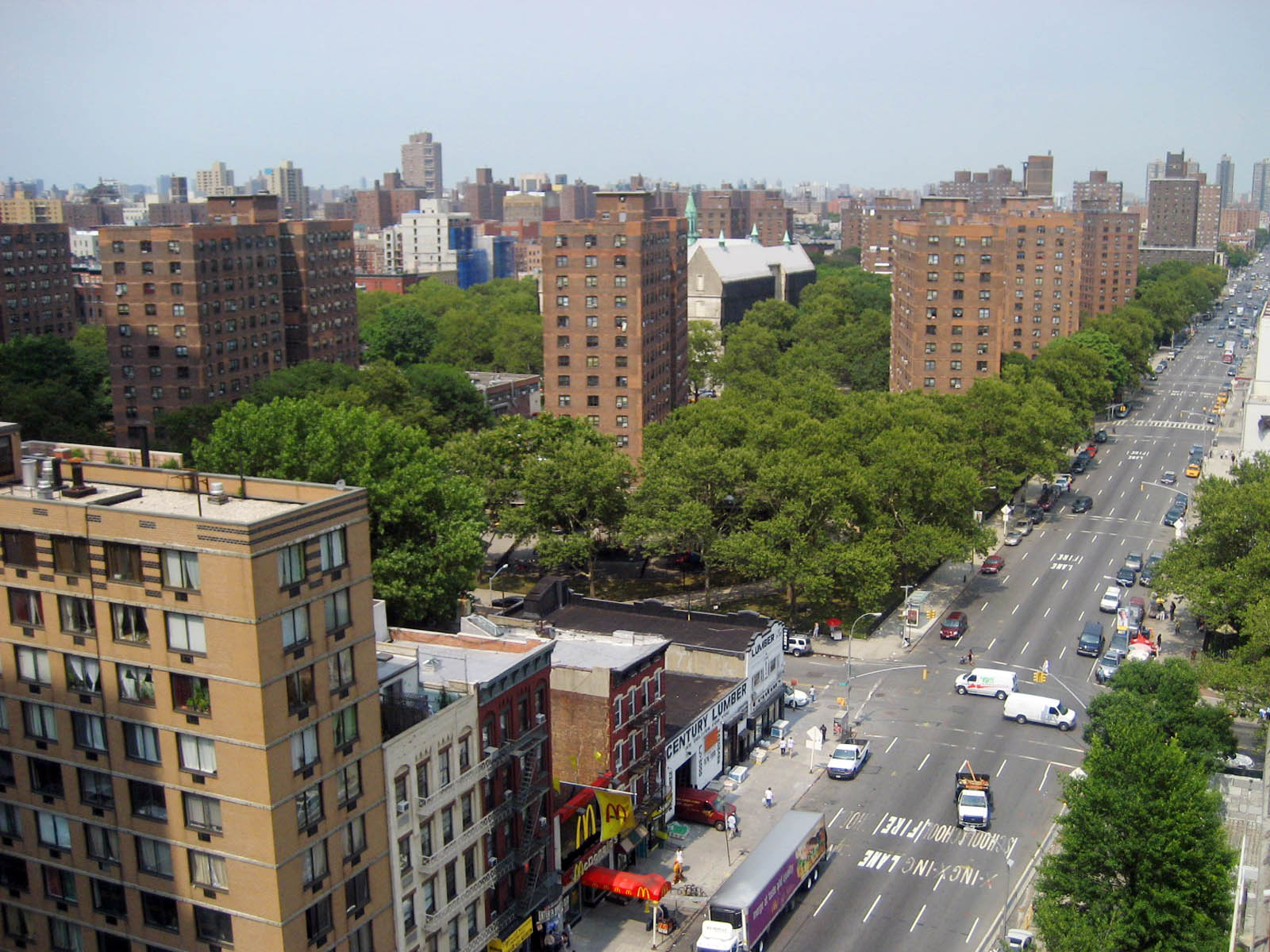
East Harlem é um bairro de Nova Iorque onde Tupac nasceu

Tupac Amaru Shakur nasceu em 16 de junho de 1971, no East Harlem em Manhattan, Nova Iorque.
Sua mãe, Afeni Shakur, e seu pai, Billy Garland, eram membros ativos dos Panteras Negras em Nova Iorque no final dos anos 1960 e 1970; ele nasceu apenas um mês após a absolvição de sua mãe em mais de 150 processos de "conspiração" contra o governo dos Estados Unidos.
Apesar de não ser confirmado pela família de Shakur, muitas fontes (inclusive o relatório do médico legista) mostram seu nome de nascimento como Lesane Parish Crooks. Este nome teria supostamente entrado em sua certidão de nascimento porque Afeni temia que seus inimigos pudessem atacar seu filho, e disfarçou sua verdadeira identidade usando um sobrenome diferente. Ela mudou isso depois de se separar de Garland e se casar com Mutulu Shakur.
Seu padrinho, Geronimo Pratt, um membro importante dos Panteras Negras, foi condenado pelo assassinato de uma professora durante um assalto em 1968, apesar da sentença ter sido revogada mais tarde. Seu padrasto, Mutulu, passou quatro anos na lista dos dez mais procurados do FBI começando em 1982. Mutulu era em parte procurado por ajudar sua irmã Assata Shakur (também conhecida como Joanne Chesimard) a escapar de uma penitenciária em Nova Jérsia, onde estava presa por matar um policial em 1973. Mutulu foi pego em 1986 e preso pelo assalto de um caminhão blindado, onde dois policiais e um guarda foram mortos. Shakur tinha uma meia-irmã, Sekyiwa, dois anos mais nova do que ele, e um meio-irmão mais velho, Mopreme "Komani" Shakur, que se tornou rapper e apareceu em muitas das gravações de Pac.
Com doze anos de idade, Shakur se matriculou na 127th Street Repertory Ensemble do Harlem, um grupo de teatro, e foi escolhido como o personagem Travis Younger na peça A Raising in the Sun, que foi performada no Apollo Theater. Em 1986, sua família se muda para Baltimore, Maryland. Depois de completar seu segundo ano na Paul Laurence Dunbar High School, ele foi transferido para a Baltimore School for the Arts, onde ele estudou atuação, poesia, jazz e balé. Atuou em algumas peças de Shakespeare e também atuou como o Rei das Ratazanas em o Quebra-Nozes.
Shakur, acompanhado de seu amigo Dana "Mouse" Smith, seu beatboxer, ganhou na maioria das competições de rap em que participou e era considerado o melhor rapper da escola. Ele também foi lembrado como uma das crianças mais populares da escola devido ao seu senso de humor, habilidades de rap superiores, e capacidade de se misturar com todas as turmas. Pac também desenvolveu uma forte amizade com uma jovem Jada Pinkett (mais tarde Jada Pinkett Smith, após se casar com Will Smith), que durou até sua morte. Um poema escrito por 2Pac intitulado "Jada" apareceu em seu livro The Rose That Grew From Concrete, que incluia outro poema dedicado a ela chamado "The Tears in Cupid's Eyes".
Em junho de 1988, Tupac e sua família se mudaram mais uma vez, dessa vez para Marin City, em Bay Area, California, onde ele estudou na Tamalpais High School. Começou a frequentar as aulas de poesia de Leila Steinberg em 1989, que acabou se tornando sua mentora e empresária. Naquele mesmo ano, Steinberg organizou um concerto com uma ex-banda de Shakur, Strictly Dope; aquele show o levou a assinar um contrato com Atron Gregory que o colocou como roadie e dançarino do grupo de rap Digital Underground.
Enquanto morava em Marin City, Tupac se envolveu com tráfico de drogas e devido a discussões com sua mãe, acabou saindo de casa e ficando sem teto por algum tempo, indo morar frequentemente na casa de amigos e de seu irmão Mopreme em Oakland.

## Carreira
Tupac estreou suas habilidades de rap na música "Same Song", do Digital Underground em 1991. Depois, 2Pac lançou seu álbum de estreia, 2Pacalypse Now em 1991. O álbum permaneceu oculto por alguns anos e não foi lançado nenhum top ten hit. Mais tarde, foi a vez de Strictly 4 My N.I.G.G.A.Z. ser lançado, em 1993. Considerado seu primeiro álbum de sucesso, lançou dois hit singles, "I Get Around" com o Digital Underground e "Keep Ya Head Up". O álbum e os singles levaram disco de ouro ainda no final de 1993.
Em março de 1995, seu terceiro álbum Me Against the World é lançado. Lançado enquanto Tupac estava servindo pena na prisão por agressão sexual, o álbum chegou direto ao primeiro lugar da Billboard 200, com 240 000 cópias vendidas na primeira semana. O álbum também veio com o primeiro top ten hit de 2Pac, "Dear Mama", que chegou ao número nove da Billboard Hot 100. Em abril de 1995, 2Pacalypse Now já era disco de ouro e Strictly 4 My N.I.G.G.A.Z. e Me Against the World eram platina, sendo que no final do ano Me Against the World era platina dupla e "Dear Mama" platina.
Enquanto cumpria sua pena, Tupac se casou com a namorada Keisha Morris em 4 de abril de 1995; o casal se divorciou mais tarde em 1996.
Em outubro de 1995, o caso de Shakur estava em apelação, mas devido a todos os seus honorários advocatícios ele não podia juntar a fiança de US$ 1,4 milhões. Após servir onze meses de sua sentença de um ano e meio a quatro anos e meio, Tupac foi liberado da prisão Attica Correctional Facility graças a ajuda de Suge Knight, CEO da Death Row Records, que pagou a fiança de 1,4 milhões em troca de 2Pac assinar um contrato de três álbuns sob a Death Row.
Após a sua libertação, Tupac rapidamente voltou a gravar músicas e fundou um novo grupo chamado Outlaw Immortallz. Tupac chegou imediatamente ao estúdio de gravação para gravar seu primeiro álbum sob a Death Row. A gravadora também rapidamente o rotulou como seu artista principal, ao lado de Snoop Doggy Dogg e Dr. Dre. Seu primeiro lançamento sob a gravadora, o single "California Love", foi lançado no final de 1995.
Em 13 de fevereiro de 1996, Pac lança seu quarto álbum de estúdio, All Eyez on Me. Um sucesso instantâneo, o álbum foi direto para o número um da Billboard 200 com 566 000 na primeira semana, trazendo os singles "How Do U Want It" e "California Love" para o topo das paradas em julho de 1996. O disco foi uma partida geral dos assuntos de Me Against the World; enquanto aquele álbum era mais confessional e reflexivo, esse álbum era mais como uma celebração da vida, cheio de músicas dançantes que apresentavam uma mentalidade mais bandida.
Ao mesmo tempo em que Shakur aproveitava a vida como um dos mais importantes nomes do rap na época, ele também tinha problemas. A Death Row passava por tempos sombrios, e a má reputação da gravadora subia à medida que Suge Knight tomava maior controle sobre os artistas, deixando Dr. Dre para trás. RBX e The D.O.C. haviam deixado a gravadora, que estava em uma tensa rixa com outro ícone do rap, The Notorious B.I.G., sua gravadora Bad Boy Records e seus colegas de Nova Iorque. Tupac também se virara contra Dr. Dre, alegando que ele estava recebendo muito reconhecimento por trabalhos em que ele teve muito pouco ou nenhum envolvimento. Esses acontecimentos levaram Dre a deixar a Death Row para fundar sua própria gravadora, a Aftermath Entertainment. Daz Dillinger, do Tha Dogg Pound, acabou assumindo o lugar de Dre na gravadora como produtor principal.
Durante o resto de seu contrato com a Death Row, Pac gravou centenas de músicas, que vieram a ser lançadas em seus álbuns póstumos. Ele também começou o processo de gravação de um álbum com o Boot Camp Click chamado One Nation.
Em 4 de julho de 1996, ele cantou ao vivo no House of Blues com Outlawz, Tha Dogg Pound e Snoop Doggy Dogg. Essa foi sua última performance ao vivo.

## Tiroteio e morte
Na noite de 7 de setembro de 1996, Shakur foi assistir a uma luta de boxe entre Mike Tyson e Bruce Seldon, no MGM Grand Las Vegas. Após deixar o evento, um dos associados a Suge, Orlando Anderson, um membro da Southside Crips, discutiu com o rapper na portaria do ginásio, e os dois se agrediram. Os aliados de Suge e Shakur assistiram à "luta", a qual foi filmada pelas câmeras de vigilância do local. Algumas semanas antes, Anderson e um grupo da Crips haviam roubado um membro da facção da Death Row, em uma loja Foot Locker, prevendo um ataque a Shakur. Após a briga, Tupac encontrou-se com Suge para ir a uma propriedade da Death Row. Então, entrou em um BMW E38 sedan, de propriedade de Suge.

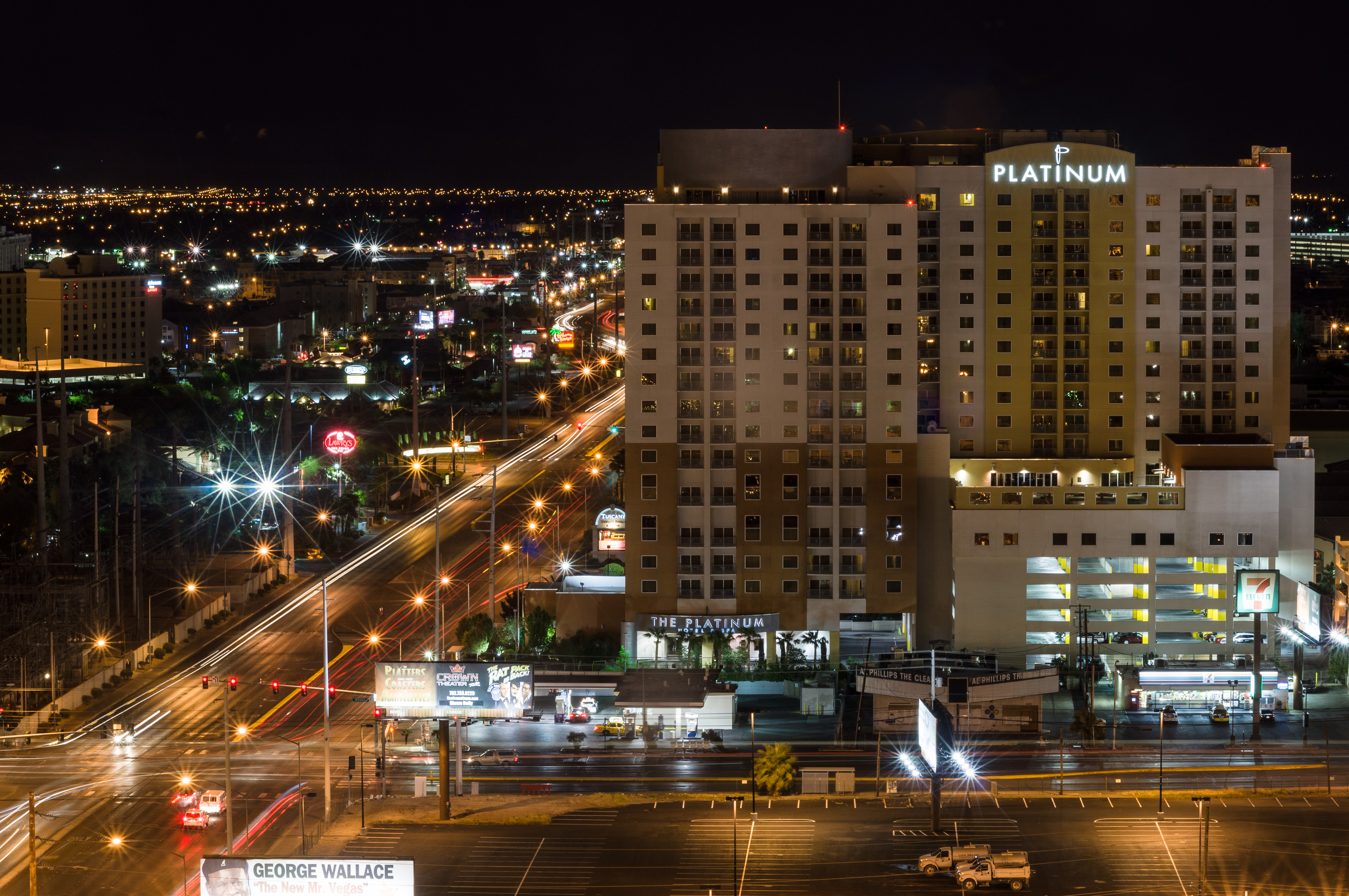
East Flamingo Road e Koval Lane, onde o assassinato aconteceu

Às 22h55, quando parou em um sinal vermelho, Tupac abaixou o vidro e um fotógrafo tirou sua foto. Aproximadamente dez minutos depois, foram parados por policiais, pois estavam com o som muito alto e sem a placa de licença do carro. Então, Suge pegou as placas de dentro do porta-malas, e os dois foram liberados minutos depois sem serem multados. Por volta das 23h10, quando parou em um sinal vermelho no Flamingo Road, perto do cruzamento Koval Lane, em frente ao Hotel Maxim, um veículo ocupado por duas mulheres aproximou-se de Tupac, com o qual conversaram e convidaram para ir ao Clube 662. Cerca de cinco minutos depois, um Cadillac branco, modelo antigo, com um número de ocupantes desconhecido, se aproximou da BMW; o vidro da janela foi abaixado e foram disparados cerca de doze ou treze tiros contra Shakur. Foi atingido por quatro deles: um na cabeça, dois na virilha e um na mão. Uma das balas provavelmente ricocheteou no pulmão do rapper. Suge foi atingido na cabeça por estilhaços, mas acredita-se que a bala passou de raspão por ele.
Após chegarem ao local, policiais e paramédicos levaram Suge e Shakur, gravemente ferido, para o Centro Médico Universitário. De acordo com a entrevista de um dos melhores amigos do rapper, o diretor de vídeo Gobi, ele recebeu no hospital, de um funcionário da Death Row, a notícia que os atiradores haviam ido à gravadora, proferindo ameaças de morte a Shakur e afirmando estar a caminho do hospital para "acabar com ele". Ao ouvir isso, Gobi imediatamente avisou a polícia de Las Vegas, que afirmou estar sem policiais disponíveis; ninguém poderia ser enviado.
No entanto, a ameaça não se concretizou. No hospital, Tupac alternava momentos de consciência e inconsciência, tendo sido fortemente sedado, respirando através de um ventilador e um respirador.
Ligado a máquinas de suporte à vida, acabou por ser posto em um coma induzido por barbitúrico após repetidamente tentar sair da cama.
Após ter sobrevivido a uma série de cirurgias — inclusive a da retirada do pulmão direito, mal sucedida — Shakur submeteu-se à fase crítica da terapia médica; suas chances de sobrevivência foram calculadas em 50%. Gobi saiu do centro médico após ter sido informado que o artista tivera uma melhora de 13% na noite de sexta. Enquanto a Terapia Intensiva estava a ser realizada na tarde de 13 de setembro de 1996, Tupac faleceu de hemorragia interna; os médicos tentaram reanimá-lo mas não conseguiram impedir a propagação da hemorragia. Sua mãe, Afeni informou aos médicos sua decisão de desligar os aparelhos. Foi declarado morto às 4h03 da tarde. As causas oficiais da morte foram descritas como insuficiência respiratória e parada cardiorrespiratória, além dos múltiplos ferimentos a balas. O corpo de Shakur foi cremado. Mais tarde, um pouco de suas cinzas, misturado a maconha, foi fumado por membros do grupo Outlawz.
Em 29 de setembro de 2023, a Associated Press reportou que a polícia de Las Vegas havia prendido um suspeito, Duane "Keffe D" Davis, por envolvimento na morte de Tupac. A polícia havia cumprido dois meses antes um mandado de busca na casa de sua esposa, no subúrbio de Henderson, em Las Vegas.

### Especulações sobre o assassinato
Devido em grande parte à falta de provas oficiais, muitas investigações e teorias relacionadas ao assassinato surgiram. Por causa da rivalidade entre ele e The Notorious Big, houve desde o início especulações sobre a possibilidade da colaboração de Biggie no assassinato. Ele, assim como seus associados e sua família, negou veementemente a acusação. Em 2002, o escritor Chuck Phillips, do Los Angeles Times fraudulentamente alegou ter descoberto evidências envolvendo Biggie, além de Anderson e a Southside Crips no ataque. No artigo, Phillips citou fontes anônimas de um membro da gangue que alegou que Biggie tinha ligações com os Crips, muitas vezes contratando-os para a segurança durante as aparições na Costa Oeste. No entanto, em 2008, o LA Times publicou um documento oficial da história contada por Phillips. As fontes que o jornalista utilizou foram descobertas por The Smoking Gun e eram completamente fraudadas, o que implicou na demissão do empregado menos de cinco meses depois. Biggie foi assassinado em março de 1997.
A família de Biggie apresentou a MTV uma documentação declarando que o rapper estava trabalhando em um estúdio de gravação de Nova Iorque quando Tupac foi assassinado. Seu gerente Wayne Barrow e o cantor James "Lil' Cease" Lloyd afirmaram publicamente que Biggie não teve participação nenhuma no crime e ainda alegaram que estavam com ele no estúdio na noite do evento.
A violência das gangues das duas costas chamou a atenção do cineasta inglês Nick Broomfield, que fez o documentário Biggie & Tupac, o qual examina a falta de progresso no caso, entrevista pessoas próximas aos dois rappers falecidos e os inquéritos. O amigo de infância de Shakur e membro do Outlawz, Yafeu "Yaki Kadafi" Fula, estava no comboio quando o assassinato ocorreu e indicou à polícia que ele poderia ser capaz de identificar os bandidos. Porém, foi baleado e morto pouco tempo depois em um projeto de habitação em Orange.
Um DVD intitulado Tupac: Assassination foi lançado em 23 de outubro de 2007, mais de onze anos após o assassinato do rapper. Ele explora os aspectos em torno do evento e oferece uma nova visão do caso, com detalhes do ambiente.
Em setembro de 2011, surgiram boatos de uma fita de video que continha cenas de sexo de Tupac com um grupo de fãs No filme de cerca de cinco minutos, o rapper aparece em uma festa tendo relações sexuais, onde uma mulher lhe faz sexo oral, enquanto ele canta. Segundo fontes, existe uma outra parte da fita que ainda pode ser revelada.

## Conflito com Delors Tucker
A afro-americana Cynthia Delores Tucker, política e activista dos direitos humanos, dedicou grande parte dos últimos anos da sua vida a condenar as letras de rap e hip-hop sexualmente explícitas, citando a preocupação com as letras misóginas e que a seu ver ameaçavam o fundamento moral da comunidade afro-americana. Delors Tucker afirmou que o conteúdo do rap era difamatório, misógino, obsceno e pornográfico; que as suas letras expunham os negros (especialmente os jovens do sexo masculino) ao ridículo e desprezo universal, corrompendo os ouvintes brancos e negros de todo o mundo.
Ela também lutou contra a decisão da NAACP (Associação Nacional para o Progresso de Pessoas de Cor) de nomear Tupac Shakur para um dos seus Prémios de Imagem e intentou uma acção judicial de 10 milhões de dólares por comentários que T. Shakur fez na sua canção "How Do U Want It?" no álbum All Eyez on Me, no qual Shakur diz "C. Delores Tucker você é uma filha da puta / Em vez de tentar ajudar um preto, destrói um irmão". Também na faixa "Wonda why they call U bitch" Delores Tucker é directamente mencionadaː "Cara Sra. Delores Tucker/continua a stressar-me/(...) Você pergunta-se porque lhe chamamos puta" No seu processo, Tucker alegou que os comentários nestas canções infligiram angústia emocional, foram caluniosos e invadiram a sua privacidade. O caso, porém, acabou por ser arquivado.

## Honrarias
- Em uma votação da revista Rolling Stone 2005, Tupac Shakur foi nomeado No 6 Lugar um dos 100 imortais artistas de todos os tempos por trás de nomes como Elvis Presley e John Lennon.
- MTV classificou-o em 2º lugar em sua lista dos maiores MCs de Todos os Tempos.[67]
- Tupac foi introduzido no Hip Hop Hall of Fame em 2002.[68]
- Em 2003, a MTV fez uma nova escolha dos 22 Melhores MCs de Todos os Tempos, conforme escolhido pelos telespectadores. 2Pac foi o vencedor.[69]
- Em 2004, no evento Hip Hop Honors, da VH1, Shakur foi homenageado juntamente com DJ Hollywood, Kool DJ Herc, KRS One, Public Enemy, Run DMC, Rock Steady Crew e Sugarhill Gang.
- Uma enquete realizada na revista Vibe ranqueou Tupac como o "melhor rapper de todos os tempos" conforme votado pelos fãs.[70]
- No primeiro Festival Internacional de Cinema Anual de Turks e Caicos realizado em 17 de outubro de 2006, 2Pac foi homenageado pelas suas rimas e talento, e por ser um artista a misturar assuntos étnicos, culturais e raciais. Sua mãe, Afeni Shakur, assumiu o prêmio em seu lugar.[71]
- A sua música "Changes", que foi lançada no Greatest Hits em 1998, foi incluída em 2009 como parte da playlist de músicas do MySpace oficial da igreja do Vaticano.[72]
- Seu álbum duplo All Eyez on Me é considerado um dos melhores discos de todos os tempos, com mais de 5 milhões de cópias vendidas nos Estados Unidos somente em abril de 1996. Foi certificado como "Platina" pela RIAA dez vezes, recebendo a certificação máxima de "Diamante".[73]
- Em 2023, Shakur recebeu sua estrela na Calçada da Fama.[74]

## Discografia

### Álbuns de estúdio
| Ano  | Álbum                                 | Melhores posições | Melhores posições | Certificações | Certificações |
| Ano  | Álbum                                 | EUA               | EUA R&B           | EUA           | CAN           |
| ---- | ------------------------------------- | ----------------- | ----------------- | ------------- | ------------- |
| 1991 | 2Pacalypse Now                        | 64                | 13                | Ouro          | -             |
| 1993 | Strictly 4 My N.I.G.G.A.Z.            | 24                | 4                 | Platina       | -             |
| 1995 | Me Against the World                  | 1                 | 1                 | 3× Platina    | -             |
| 1996 | All Eyez on Me                        | 1                 | 1                 | Diamante      | Platina       |
| 1996 | The Don Killuminati: The 7 Day Theory | 1                 | 1                 | 4× Platina    | Ouro          |

### Álbuns póstumos
| Ano  | Álbum                               | Melhores posições nas paradas | Melhores posições nas paradas | Certificações | Certificações |
| Ano  | Álbum                               | EUA                           | EUA R&B                       | EUA           | CAN           |
| ---- | ----------------------------------- | ----------------------------- | ----------------------------- | ------------- | ------------- |
| 1997 | R U Still Down? (Remember Me)       | 2                             | 1                             | 4× Platina    | -             |
| 1998 | Greatest Hits                       | 2                             | 1                             | Diamante      | Platina       |
| 1999 | Still I Rise (com os Outlawz)       | 6                             | 2                             | Platina       | Ouro          |
| 2001 | Until the End of Time               | 1                             | 1                             | 3× Platina    | 4× Platina    |
| 2002 | Better Dayz                         | 5                             | 1                             | 2× Platina    | 3× Platina    |
| 2003 | Tupac: Resurrection (trilha sonora) | 2                             | 3                             | Platina       | -             |
| 2004 | Loyal to the Game                   | 1                             | 1                             | Platina       | -             |
| 2006 | Pac's Life                          | 9                             | 3                             | -             | -             |

## Filmografia
| Ano  | Filme                          | Papel                           | Notas                                          |
| ---- | ------------------------------ | ------------------------------- | ---------------------------------------------- |
| 1991 | Nothing But Trouble            | Ele mesmo                       | Breve aparição                                 |
| 1992 | Juice                          | Bishop                          | Primeiro papel de protagonista                 |
| 1992 | Drexell's Class                | Ele mesmo                       | 1ª temporada: "Cruisin"                        |
| 1993 | A Different World              | Piccolo                         | 6ª temporada: "Homie, Don't You Know Me?"      |
| 1993 | Poetic Justice                 | Lucky                           | Co-estrelou com Janet Jackson                  |
| 1993 | In Living Color                | Ele mesmo                       | 5ª temporada: "Ike Turner e Hooch"             |
| 1994 | Above the Rim                  | Birdie                          | Co-estrelou com Duane Martin                   |
| 1995 | Murder Was the Case: The Movie | Sniper                          | (Sem créditos). Segment "Natural Born Killaz". |
| 1996 | Bullet                         | Tank                            | Lançado um mês depois da morte de Tupac        |
| 1997 | Gridlock'd                     | Ezekiel 'Spoon' Whitmore        | Lançado quatro meses após a morte de Tupac     |
| 1997 | Gang Related                   | Detective Rodríguez             | Última performance de Tupac em um filme        |
| 2003 | Tupac: Resurrection            | Ele mesmo                       | Documentário oficial                           |
| 2009 | Notorious                      | Ele mesmo (arquivo de metragem) | Interpretado por Anthony Mackie                |
| 2017 | All Eyez on Me                 | Ele mesmo (filme biográfico)    | Interpertado por Demetrius Shipp Jr.           |
| 2018 | Unsolved                       | Ele mesmo                       | Produzido pela Netflix                         |
| 20?? | Live 2 Tell                    | Screenwriter                    | (Escrito em 1995)                              |

## Documentários
| Ano  | Documentário                       |
| ---- | ---------------------------------- |
| 1997 | Tupac Shakur: Thug Immortal        |
| 1997 | Tupac Shakur: Words Never Die (TV) |
| 2001 | Tupac Shakur: Before I Wake...     |
| 2001 | Welcome to Deathrow                |
| 2002 | Tupac Shakur: Thug Angel           |
| 2002 | Biggie & Tupac                     |
| 2002 | Tha Westside                       |
| 2003 | 2Pac 4 Ever                        |
| 2003 | Tupac: Resurrection                |
| 2004 | Tupac vs.                          |
| 2004 | Tupac: The Hip Hop Genius (TV)     |
| 2006 | So Many Years, So Many Tears       |
| 2007 | Tupac: Assassination               |
| 2009 | Tupac: Assassination II: Reckoning |